# José Giles Vázquez
José Miguel Ángel Giles Vázquez (ur. 22 września 1941 w Coatepec Harinas, zm. 7 września 2005 w mieście Meksyku) – meksykański duchowny katolicki, biskup Ciudad Altamirano w latach 2004-2005.

## Życiorys
Święcenia kapłańskie przyjął 29 czerwca 1964 i został inkardynowany do diecezji Toluki. Po święceniach rozpoczął pracę w niższym seminarium, zaś w 1971 przeniósł się do wyższego seminarium, gdzie pracował do 1997. Od 1997 rektor katedry w Toluce oraz wikariusz generalny diecezji.
19 czerwca 2004 papież Jan Paweł II mianował go biskupem diecezji Ciudad Altamirano. Sakry biskupiej udzielił mu 2 września tegoż roku abp Francisco Robles Ortega.
Zmarł w stołecznym szpitalu wojskowym 7 września 2005.